# Paz de Filócrates
Se conoce como Paz de Filócrates al acuerdo de paz alcanzado en el año 346 a. C. entre la antigua Atenas y el reino de Macedonia. Su nombre procede de Filócrates, nombre del principal negociador ateniense del tratado.

## Trasfondo
En 349 a. C., Filipo II de Macedonia atacó Olinto, una polis aliada de Atenas en aquel entonces. Tras un asedio de un año de duración, Filipo conquistó la ciudad y la arrasó hasta sus cimientos, ayudado por sus propios partidarios desde dentro de la ciudad. Tras someter a todas las ciudades de la Liga Calcídica, los atenienses buscaron un acuerdo de paz con el reino de Macedonia.
El prominente orador y político Demóstenes estuvo entre los que se mostraron de acuerdo con la negociación con Macedonia, con la finalidad de que su ciudad consiguiese tiempo para reagruparse.

## Negociaciones

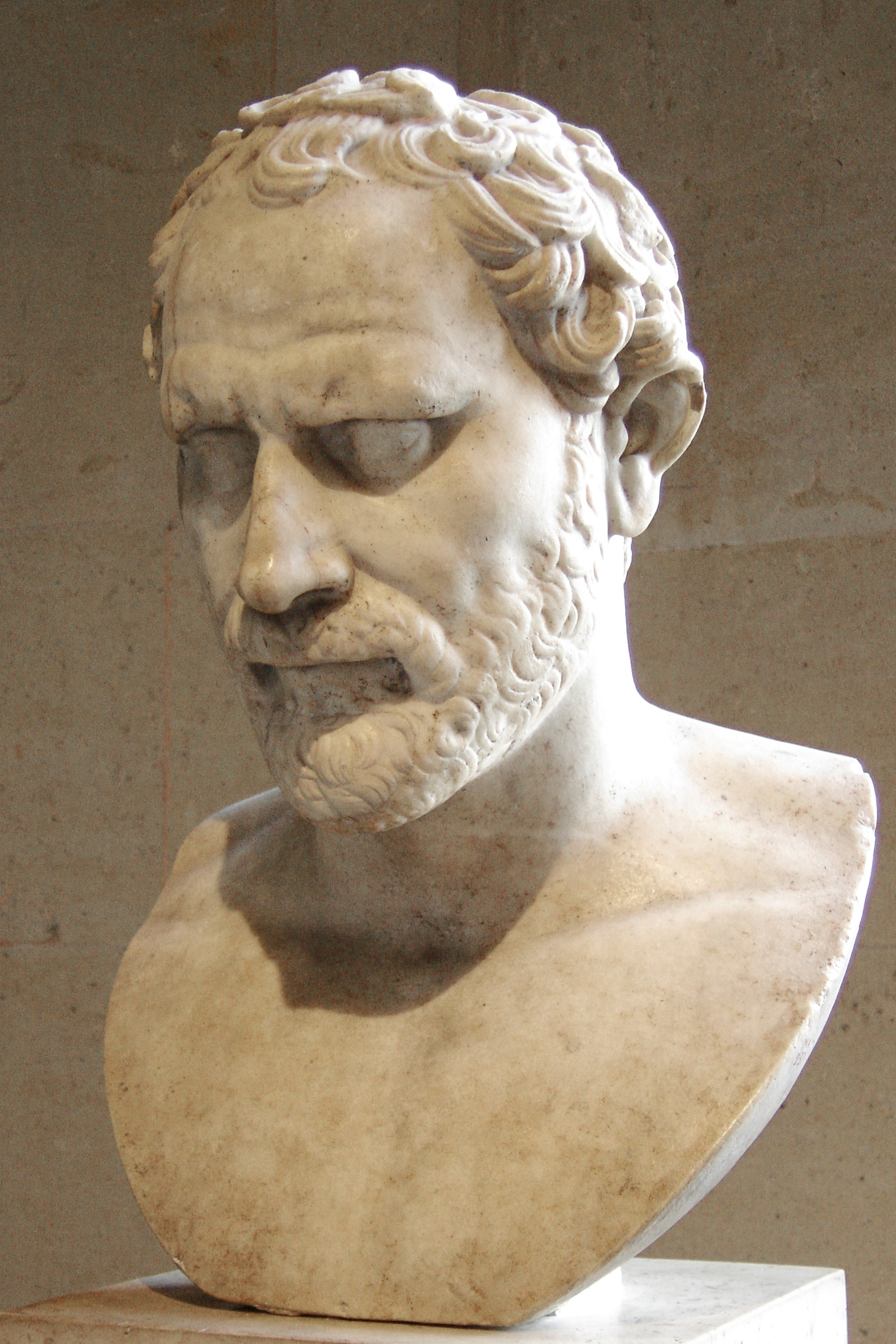
Busto de Demóstenes, encontrado en Italia y realizado en mármol en la época romana inspirándose en una estatua de bronce de Polieucto (Museo del Louvre, París).

En 347 a. C., una delegación ateniense compuesta por Demóstenes, Esquines y Filócrates, que fue quien tuvo la iniciativa de este tipo de negociación, fue enviada oficialmente por Atenas a la ciudad de Pela, capital de Macedonia. En su primer encuentro con Filipo, según Esquines, Demóstenes se dice que comenzó a hablar, luego se apartó un poco del tema, y de repente quedó mudo, hasta que se desmayó.
Filipo dictó los siguientes términos: Cada bando mantendría los territorios que estuviesen en su posesión en el momento de la conclusión oficial del tratado de paz, quedando Fócida y Halo excluidas del tratado de paz. Fócida controlaba el acceso terrestre a Grecia mediante el paso de las Termópilas.  Con respecto a estas dos ciudades, Filipo exigió total libertad de movimientos, y tampoco dio a los atenienses ninguna garantía de devolver Oropo o de no destruir Fócida. Por otra parte,  el tratado de paz obligaba a Atenas renunciar a sus posesiones de Calcídica y Tracia. 

## Conclusión del tratado
En 346 a. C., Parmenión y Antípatro viajaron a Atenas para recibir de los atenienses el juramento de ratificación. La Ekklesía (asamblea del pueblo) aceptó los términos impuestos por Macedonia, pero cuando la delegación ateniense viajó de nuevo a Pela para recibir el juramento de Filipo que concluyese definitivamente la ratificación del tratado, el rey no tenía prisa ya para formularlo. Marchó contra Dorisco y contra otras ciudades de Tracia, esperando poder mantener todas las posesiones atenienses que fuera capaz de conquistar antes de la ratificación.
Con ello, Filipo modificó el statu quo que los atenienses tenían en mente en el momento de jurar la ratificación y, ansioso por el retraso, Demóstenes propuso que una delegación fuese enviada hasta el lugar en donde estaba Filipo, para solicitar su juramento in situ.  Mientras tanto, Halo estaba siendo asediada por el ejército macedonio. Demóstenes insistió en hacerlo mientras que los tracios todavía mantuviesen en su poder las ciudades de Serreo, Mirteno y Ergisca pero, a pesar de sus esfuerzos, los enviados atenienses (incluyendo a Esquines y a él mismo) permanecieron en Macedonia durante tres meses enteros, hasta que Filipo volvió triunfante de Tracia habiendo subyugado toda la región.
Finalmente se juró la paz en Feras, aunque Demóstenes acusó a los otros enviados de falta de honestidad y de venalidad.

## Controversia
Justo después de la ratificación del tratado conocido como la paz de Filócrates, Filipo atravesó las Termópilas, dado que los atenienses no bloqueaban ya el paso como lo hicieron en 352 a. C., convencidos por Esquines de que la incursión militar macedonia les beneficiaría. Filipo conquistó la Fócida y sus ciudades fueron demolidas. Atenas no acudió en ayuda de Fócida porque pensó que Filipo intercambiaría Oropo y Eubea por Anfípolis, y que dividiría a Tebas en pequeños poblados y que reconstruiría Tespias y Platea. Tras una propuesta de Tebas y Tesalia, Macedonia tomó el control de los dos votos de Fócida en la Anfictionía Délfica. Cuando Filipo presidió el Consejo de la Liga, Atenas hizo llamar a su delegación de vuelta a casa. Filipo, sin embargo, solicitó formalmente a los atenienses mediante enviados que votasen a favor de la admisión de Macedonia en el Consejo de la Anfictonía, pero hubo un clamor popular en contra de la solicitud, que fue rechazada. Finalmente, Atenas legitimó la entrada de Filipo en el Consejo, siendo Demóstenes uno de los que apoyaron esta actuación. Sus argumentos, expuestos en el discurso Sobre la Paz, se basaban en que Atenas no estaba preparada para la guerra contra el resto de miembros de la Liga dirigida por Filipo y, por tanto, aconseja a sus conciudadanos a aceptar las condiciones de la paz, aunque se enfrentara a Esquines, que buscaba una alianza entre Macedonia y Atenas.

## Enmiendas al tratado
Filipo acusó a los atenienses de haber violado los términos del tratado de paz en 344 a. C., cuando Demóstenes hizo un viaje por el Peloponeso pronunciando discursos y tratando de convencer al mayor número de ciudades posibles para que se alejaran de la influencia macedonia, y en 341 a. C., cuando el general ateniense Diopites asoló el distrito marítimo de Tracia.
En ambos casos, Demóstenes se opuso a las reclamaciones de Filipo en sus famosos discursos, Segunda Filípica, Sobre el Quersoneso y Tercera Filípica. Finalmente, Demóstenes propuso a la Asamblea que dictase un decreto modificando el tratado del año 346 a. C. Esta enmienda suponía la repulsa ateniense de uno de los términos más importantes del tratado, según el cual «cada parte retendría sus propias posesiones».

## Ruptura final del tratado
En 341 a. C. Demóstenes viajó a Bizancio, ciudad que decidió firmar una alianza con Atenas. El político ateniense llegó a un acuerdo similar con Abidos que desató las condenas por parte de Filipo. Los atenienses respondieron a las quejas macedonias con la denuncia de los términos del tratado de paz, acción que suponía una declaración oficial de guerra. La paz finalizó oficialmente en 338 a. C., año en el que Filipo atravesó las Termópilas y comenzó una campaña militar por territorio aliado de Atenas. Demóstenes, por su parte, convenció a Tebas para que se aliase con ellos contra Macedonia, mientras que Filipo lanzaba un último intento para alcanzar un nuevo tratado de paz.
Finalmente la guerra fue inevitable, y finalizó con la victoria macedonia en la batalla de Queronea. Filipo impuso un nuevo tratado de paz en el que, si bien los términos eran bastante favorables para el bando vencido, no lo eran tanto como los de la paz de Filócrates.